# Happy Children
«Happy Children» es una canción compuesta e interpretada por el músico italiano P. Lion, publicada por la compañía discográfica Carrère Records en 1983 como el primer sencillo del álbum de estudio Springtime. Hasta la fecha, es el sencillo más vendido y más exitoso del músico, siendo además uno de los más reconocidos dentro del género italo disco. 

## Información de la canción
Editado a finales de 1983, «Happy Children» llevó a P. Lion al estrellato, al haber entrado en el top 20 de las listas musicales de varios países del continente europeo. En Suiza, la canción ingresó en la posición número 24 el 1 de abril de 1984, hasta colocarse en el puesto 11 por tres semanas. En Alemania y Países Bajos logró el decimoquinto lugar y en Bélgica el éxito de la canción fue aún mayor, alcanzó la quinta posición por once semanas. El lado B de este tema es su versión instrumental, que fue acortada para el lanzamiento en siete pulgadas.

## Lista de canciones
Sencillo de siete pulgadas (Carrère 13321)
1. «Happy Cildren (Vocal)» – 3:40
2. «Happy Cildren (Instrumental)» – 3:30

Sencillo de doce pulgadas (Carrère 8302)
1. «Happy Children (Vocal)» – 5:58
2. «Happy Children (Instrumental)» – 6:30

## Posicionamiento en listas
| Suiza        | Swiss Singles Chart  | 11 |
| Alemania     | German Singles Chart | 15 |
| Países Bajos | Dutch Top 40         | 15 |
| España       | AFYVE                | 14 |
| Bélgica      | Ultratop 50          | 5  |